# 孫道仁
孫道仁（1867年2月1日—1932年8月），字退庵，號靜山，又作靜珊，湖南省澧州慈利县（今湖南省张家界市慈利县）人。中華民國军事将领，陆军中將加上將銜。

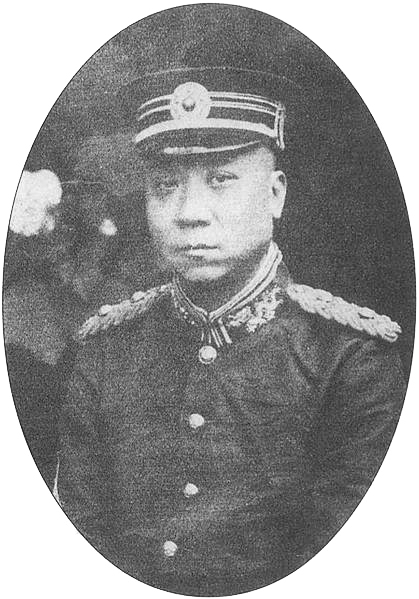
孙道仁

## 生平
父孫開華为清朝军事将领，官至福建提督。1884年（光緒十年），中法战争之際，孫道仁被台湾巡撫劉銘传召入前敵营務处，授四品衔。
中法战争结束後，孫道仁作为蔭生参加科举。被任命为順天補官。1890年（光緒16年），被任命为頤和園海軍水操内学堂的办事官。1891年（光緒十七年），因镇压熱河的農民起事有功，获升三品衔。任福建補官。1897年（光緒二十三年），统辖福州水陸两軍。
1901年（光緒二十七年），孫道仁奉派赴日本接受軍事教育及訓練。归国後，孫道仁创办福建武備学堂，并任总办。当时，该学堂仿照日本陸軍士官学校的制度，并聘请日本士官任教。孫道仁的軍事改革为福建省新軍的建立奠定了基礎。此後，孫道仁在福建军界任职，1911年（宣統3年），被任命为福建提督。
同年，武昌起義爆发。孫道仁原同革命派有联系，再加上情势所迫，乃于11月5日加入中国同盟会。8日晚，孫道仁率福建新軍（陆军暂编第十镇）起义。9日，闽浙总督松寿吞金自尽。10日，福州将军朴寿被革命军毙于于山观音阁丹井旁，旗兵全部向革命党投降，福州光复。11日，中华民国军政府闽都督府成立。13日，孫道仁正式就任都督。12月22日，孙道仁等人致电陈其美，主张废除共和。1912年（民国元年）7月12日，袁世凱正式任命其为福建都督，并授陸軍中将位；同时，改组闽都督府。
1913年（民国二年）7月二次革命爆发，在革命派的許崇智的压力下，孫道仁于7月19日发表福建省独立宣言。但由于这并非孫道仁的本意，故对革命派的支援并不積極，不久於8月13日取消独立，但其行動已招致北洋政府不满。11月29日，北洋政府任命出身北洋嫡系的李厚基为福建镇守使。12月5日，北洋政府任命刘冠雄暂兼福建都督。12月31日，北洋政府下令裁撤福建都督，福建的军政权力转交福建镇守使。孫道仁被召回北京，由陆军部看管。孫道仁的軍政生涯自此结束。
1917年（民国六年），孫道仁被任命为黎元洪手下的总統府高等顧問。1923年（民国十二年）引退，赴廈門寓居，直至逝世。
1932年（民国二十一年），孫道仁逝世，享年66虚岁（满65周岁）。

## 中华元宝

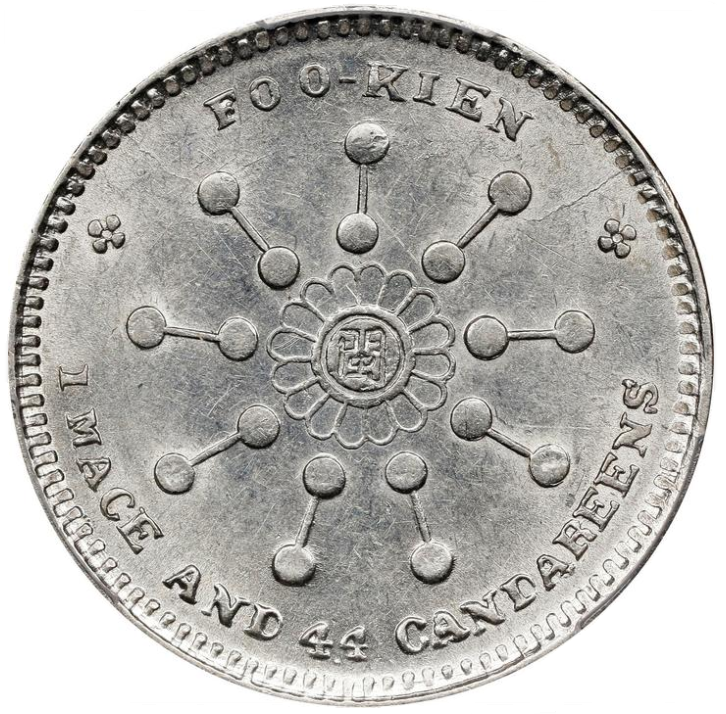
中华元宝

民国元年（1912年），时任福建都督的孙道仁在福州设局铸造银角。币正面有“中华元宝”4字，背面有18星，上加“福建都督府造”6字，面值二角，成色不佳，后因孙道仁去职而停铸。同年，福建财政司在福州南台苍霞洲造币厂铸造二角币，正面有“中华元宝”和“开国纪念币”字样，背面有民国军旗图样。

## 孫道仁墓
孫道仁墓1994年重修。1998年由厦门市人民政府公布为第四批市级文物保护单位。